# Pycnopeziza sejournei
Pycnopeziza sejournei är en svampart som först beskrevs av Jean Louis Emile Boudier, och fick sitt nu gällande namn av Whetzel & W.L. White 1940. Pycnopeziza sejournei ingår i släktet Pycnopeziza och familjen Sclerotiniaceae.   Inga underarter finns listade i Catalogue of Life.